# 더 리슨:우리가 사랑한 목소리
《더 리슨:우리가 사랑한 목소리》는 SBS의 예능 프로그램이다.

## 기획 의도
가을로 떠난 7인의 음악여행 프로그램

## 출연자
- 허각
- 신용재
- 김원주
- 임한별
- 손동운
- 주호
- 김희재